# Друатюрье
Друатюрье́ (фр. Droiturier) — коммуна во Франции, находится в регионе Овернь. Департамент коммуны — Алье. Входит в состав кантона Лапалис. Округ коммуны — Виши.
Код INSEE коммуны — 03105.

## Население
Население коммуны на 2008 год составляло 348 человек.
| 1962 | 1968 | 1975 | 1982 | 1990 | 1999 | 2008 |
| ---- | ---- | ---- | ---- | ---- | ---- | ---- |
| 415  | 434  | 392  | 395  | 433  | 385  | 348  |

## Экономика
В 2007 году среди 207 человек в трудоспособном возрасте (15—64 лет) 143 были экономически активными, 64 — неактивными (показатель активности — 69,1 %, в 1999 году было 62,9 %). Из 143 активных работали 127 человек (72 мужчины и 55 женщин), безработных было 16 (7 мужчин и 9 женщин). Среди 64 неактивных 6 человек были учениками или студентами, 35 — пенсионерами, 23 были неактивными по другим причинам.

## Достопримечательности
- Бывшая соборная церковь Св. Николая (XII век), когда-то была частью бенедиктинского монастыря, исторический памятник с 1935 года
- Малый римский мост, исторический памятник с 1984 года
- Мост «Долина» (XVIII век), исторический памятник с 1978 года
- Кованый железный крест (XVII век)
- Бревенчатые дома